# Gingelom
Gingelom es un municipio de la Provincia de Limburgo (Bélgica). Engloba las localidades de Borlo, Buvingen, Jeuk, Montenaken, Niel-bij-Sint-Truiden, Mielen boven Aalst, Muizen, Boekhout, Vorsen y Kortijs.

## Demografía

### Evolución
Todos los datos históricos relativos al actual municipio, el siguiente gráfico refleja su evolución demográfica, incluyendo municipios después de efectuada la fusión el 1 de enero de 1977.
| Gráfica de evolución demográfica de Gingelom entre 1846 y 2020 |
|                                                                |